# 全国中等学校優勝野球東海大会
全国中等学校優勝野球東海大会（ぜんこくちゅうとうがっこうゆうしょうやきゅうとうかいたいかい）は、1915年（第1回大会）から1947年（第29回大会）まで、府県レベルの大会にとどまった1941年（第27回大会）を除いて行われた、全国中等学校優勝野球大会の地方大会。

## 概要
東海地方では1902年から参加校持ち回り主催の東海五県連合野球大会が行われており、1915年（第1回大会）の第12回東海五県連合野球大会から全国中等学校優勝野球大会の地方大会（東海大会）と見なされた。「五県」のうち滋賀県は1915年（第1回大会）から京都府との京津大会が編成されたため東海大会には参加しておらず、静岡県は1915年（第1回大会）・1917年（第3回大会）・1919年（第5回大会）は不参加、1923年（第9回大会）から神奈川県との神静大会が編成されたため東海大会には5回しか参加していない。
1920年（第6回大会）の第17回東海五県連合野球大会をもって東海五県連合野球大会は最後となり、東海大会は1921年（第7回大会）から第八高等学校主催、1923年（第9回大会）から名古屋高等工業学校主催、1926年（第12回大会）から大阪朝日新聞社主催で行われた。
東海大会は28回行われ、愛知県勢の優勝24回、岐阜県勢の優勝3回、三重県勢の優勝1回と、愛知県勢が圧倒していた。
1948年（第30回大会）から愛知県の単独代表が認められ、岐阜県・三重県を対象とする三岐大会が編成された。

## 大会結果
| 年度（大会）         | 優勝校（代表校） | 決勝スコア | 準優勝校           | 参加県                 |
| -------------------- | ---------------- | ---------- | ------------------ | ---------------------- |
| 1915年（第1回大会）  | 三重四中（三重） | 5 - 4      | 愛知四中（愛知）   | 愛知・岐阜・三重       |
| 1916年（第2回大会）  | 愛知四中（愛知） | 5 - 4      | 愛知一中（愛知）   | 静岡・愛知・岐阜・三重 |
| 1917年（第3回大会）  | 愛知一中（愛知） | 14 - 1     | 愛知二師範（愛知） | 愛知・岐阜・三重       |
| 1918年（第4回大会）  | 愛知一中（愛知） | 13 - 3     | 明倫中（愛知）     | 静岡・愛知・岐阜・三重 |
| 1919年（第5回大会）  | 愛知一中（愛知） | 19 - 1     | 岐阜中（岐阜）     | 愛知・岐阜・三重       |
| 1920年（第6回大会）  | 愛知一中（愛知） | 7 - 1      | 四日市商（三重）   | 静岡・愛知・岐阜・三重 |
| 1921年（第7回大会）  | 明倫中（愛知）   | 3 - 0      | 愛知五中（愛知）   | 静岡・愛知・岐阜・三重 |
| 1922年（第8回大会）  | 名古屋商（愛知） | 9 - 3      | 明倫中（愛知）     | 静岡・愛知・岐阜・三重 |
| 1923年（第9回大会）  | 愛知一中（愛知） | 19 - 2     | 岐阜師範（岐阜）   | 愛知・岐阜・三重       |
| 1924年（第10回大会） | 愛知一中（愛知） | 9 - 0      | 熱田中（愛知）     | 愛知・岐阜・三重       |
| 1925年（第11回大会） | 愛知一中（愛知） | 12 - 1     | 熱田中（愛知）     | 愛知・岐阜・三重       |
| 1926年（第12回大会） | 愛知商（愛知）   | 15 - 4     | 愛知一中（愛知）   | 愛知・岐阜・三重       |
| 1927年（第13回大会） | 愛知商（愛知）   | 7 - 0      | 津中（三重）       | 愛知・岐阜・三重       |
| 1928年（第14回大会） | 愛知商（愛知）   | 8 - 7      | 愛知一中（愛知）   | 愛知・岐阜・三重       |
| 1929年（第15回大会） | 愛知一中（愛知） | 13 - 1     | 豊橋中（愛知）     | 愛知・岐阜・三重       |
| 1930年（第16回大会） | 愛知商（愛知）   | 1 - 0      | 中京商（愛知）     | 愛知・岐阜・三重       |
| 1931年（第17回大会） | 中京商（愛知）   | 4 - 0      | 岐阜商（岐阜）     | 愛知・岐阜・三重       |
| 1932年（第18回大会） | 中京商（愛知）   | 2 - 0      | 享栄商（愛知）     | 愛知・岐阜・三重       |
| 1933年（第19回大会） | 中京商（愛知）   | 8 - 0      | 岐阜商（岐阜）     | 愛知・岐阜・三重       |
| 1934年（第20回大会） | 享栄商（愛知）   | 3 - 2      | 岐阜商（岐阜）     | 愛知・岐阜・三重       |
| 1935年（第21回大会） | 愛知商（愛知）   | 2 - 0      | 岡崎中（愛知）     | 愛知・岐阜・三重       |
| 1936年（第22回大会） | 岐阜商（岐阜）   | 2 - 0      | 享栄商（愛知）     | 愛知・岐阜・三重       |
| 1937年（第23回大会） | 中京商（愛知）   | 2 - 0      | 岐阜商（岐阜）     | 愛知・岐阜・三重       |
| 1938年（第24回大会） | 岐阜商（岐阜）   | 3 - 2      | 東邦商（愛知）     | 愛知・岐阜・三重       |
| 1939年（第25回大会） | 東邦商（愛知）   | 6 - 3      | 愛知一中（愛知）   | 愛知・岐阜・三重       |
| 1940年（第26回大会） | 東邦商（愛知）   | 7 - 6      | 中京商（愛知）     | 愛知・岐阜・三重       |
| 1946年（第28回大会） | 愛知商（愛知）   | 3 - 2      | 中京商（愛知）     | 愛知・岐阜・三重       |
| 1947年（第29回大会） | 岐阜商（岐阜）   | 6 - 0      | 岐阜一中（岐阜）   | 愛知・岐阜・三重       |